# Вриони, Юсуф
Юсуф (Исуф) Вриони (алб. Jusuf Vrioni; 16 марта 1916, о. Керкира Греция — июнь 2001, Париж) — албанский переводчик, дипломат.

## Биография
Родился в 1916 году на о. Керкира Греция. Представитель известного дворянского рода Албании. Сын Илиаза Бей Вриони, политика, дипломата и землевладельца, трижды премьер-министра Албании, министра иностранных дел.
В молодости жил на Корфу, затем в Берате. После назначения отца послом во Франции, в 1925 году переехал в Париж, где получил образование. Обучался в Лицее Жансон-де-Сайи, затем в парижской международной бизнес-школе (Hautes Études Commerciales) и Институте политических исследований Парижа. Стал чемпионом Франции по поло.
В 1939 году вернулся на родину. Во время итальянского вторжения в Албанию уехал и жил в Риме. С 1945 года — снова в Тиране.
Мечтал участвовать в восстановлении своей страны после войны. Коммунистические власти не оценили его патриотического порыва. В сентябре 1947 года был арестован коммунистическими властями, как представитель враждебных классов «за шпионаж» и провёл 13 лет в тюрьме.
Чтобы не сойти с ума, стал переводить на французский язык книги албанских авторов. Благодаря знанию иностранных языков с 1960 года начал работать переводчиком в Тиране.
До начала 1980-х годов анонимно переводил нескольких авторов. Вриони перевёл все произведения И. Кадарэ, появившиеся на свет до 2001 года. Это в значительной степени способствует его известности за границей.
После падения коммунистического режима в Албании (1990—1992) стал директором Албанского Хельсинкского комитета по правам человека.
После беспорядков 1997 года в Албании покинул Албанию и поселился в Париже.
В 1998 году был назначен представителем Албании в ЮНЕСКО. Получил французское гражданство.
Умер в Париже.

## Награды
- В мае 1998 года французские власти наградили его орденом Почётного легиона.
- Почётный гражданин города Берат (2001)

## Память
- Именем Ю. Вриони названа одна из улиц Тираны.
- Министерство культуры, туризма и спорта Албании учредило специальный приз, названный его именем.